# Ratusz w Bieczu
Ratusz w Bieczu – biecka siedziba władz miejskich. Stoi na środku bieckiego rynku.

## Ratusz
Ratusz, pierwotnie gotycki, zbudowany w 2 połowie XV w., został przebudowany w XVI w. Dzisiejszy piętrowy, kwadratowy budynek, stanowi jedynie połowę pierwotnej budowli. Po I rozbiorze Polski został zlikwidowany powiat biecki, więc ogromny ratusz nie był już potrzebny. W latach ok. 1820-1830 zdecydowano się rozebrać część wschodnią budowli, przebudowując jednocześnie pozostałą część w stylu klasycystycznym i nadając jej nową fasadę od wschodu. Niezmienione pozostały jedynie piwnice i częściowo parter, na którym zachowały się m.in. gotyckie portale we wnętrzu budynku.
Fundamenty rozebranej części ratusza zostały odkryte w czasie wykopalisk archeologicznych prowadzonych na rynku w 1958 roku. Oznaczono je później ozdobnymi ceglanymi płytkami.

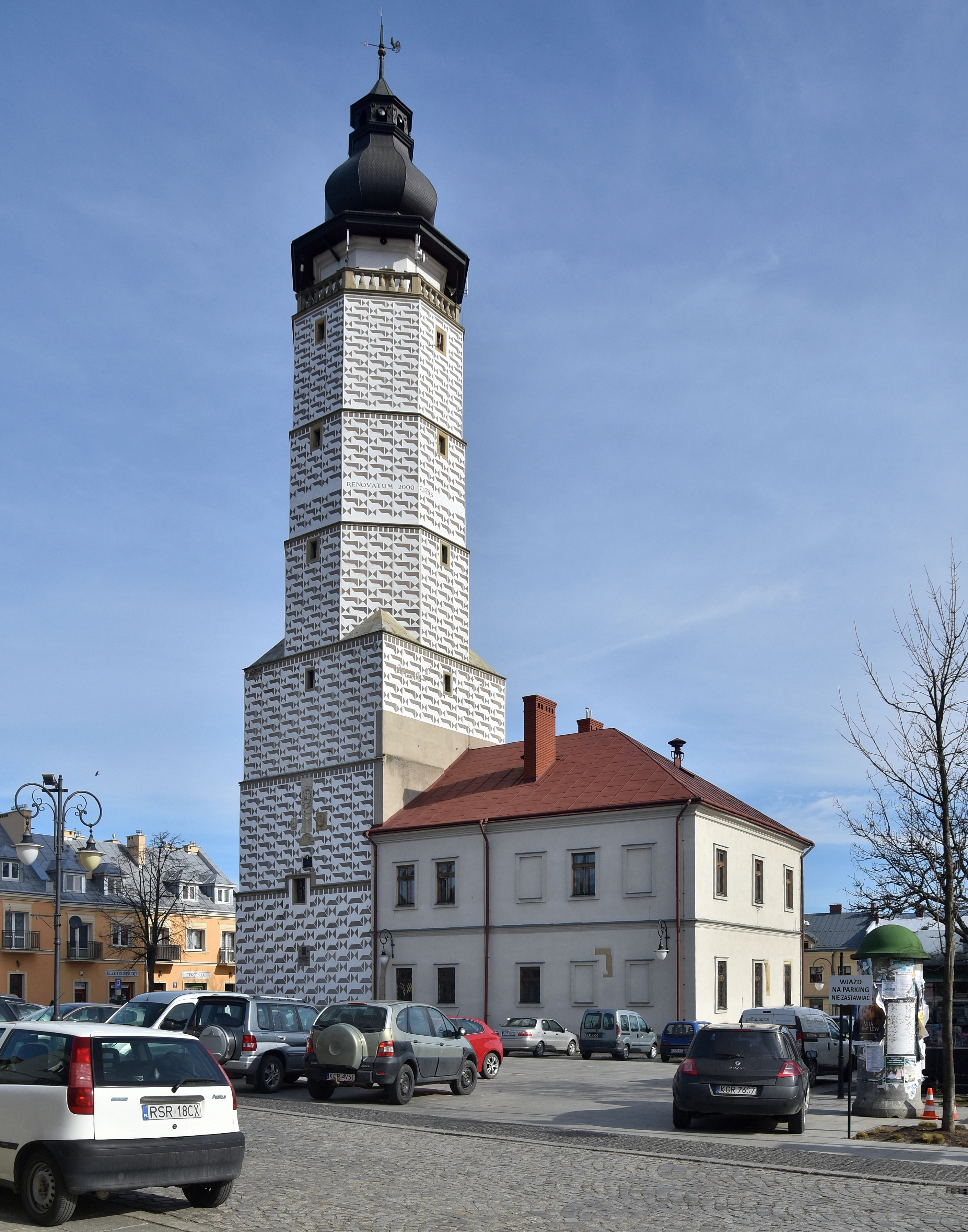
Elewacja zachodnia
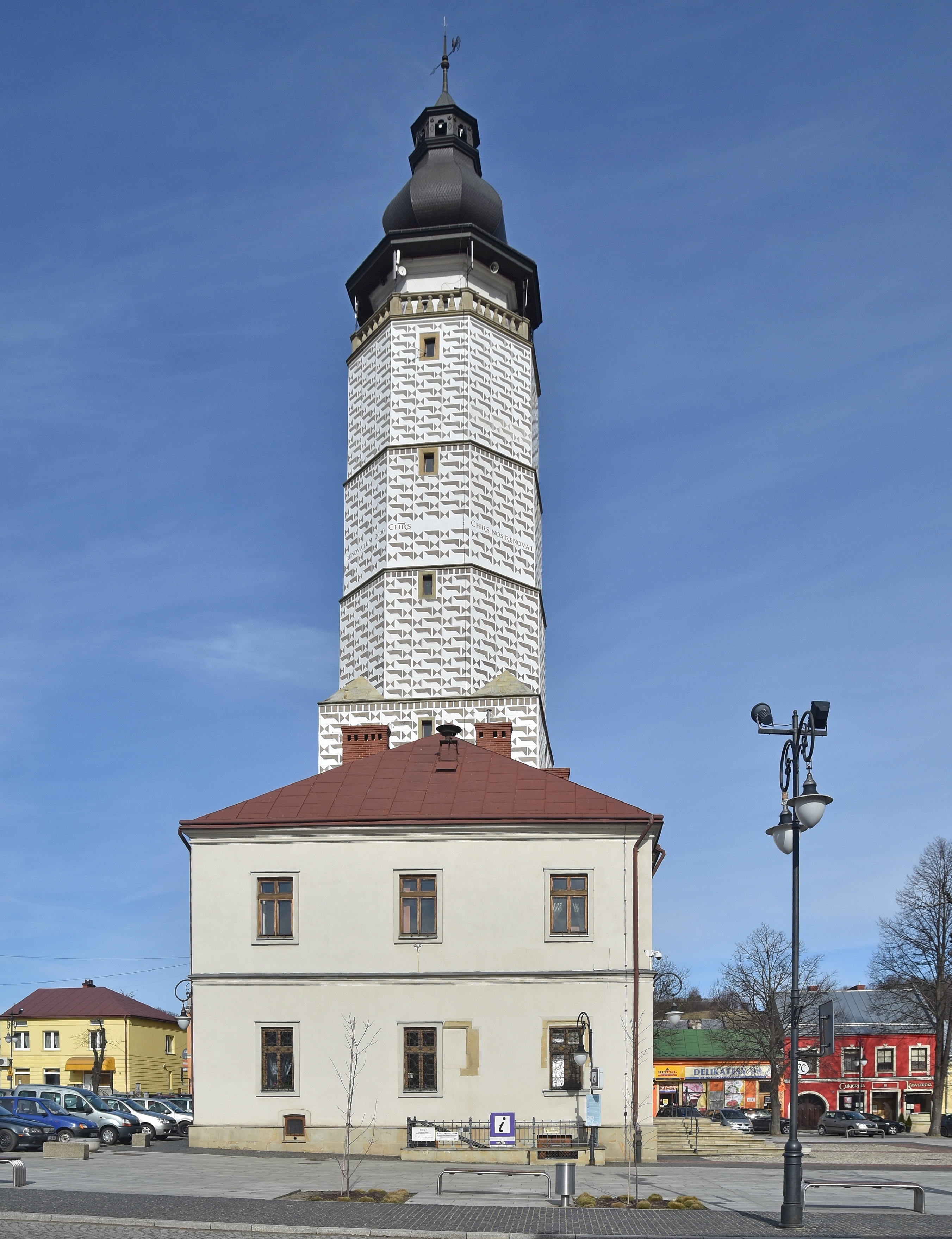
Elewacja południowa
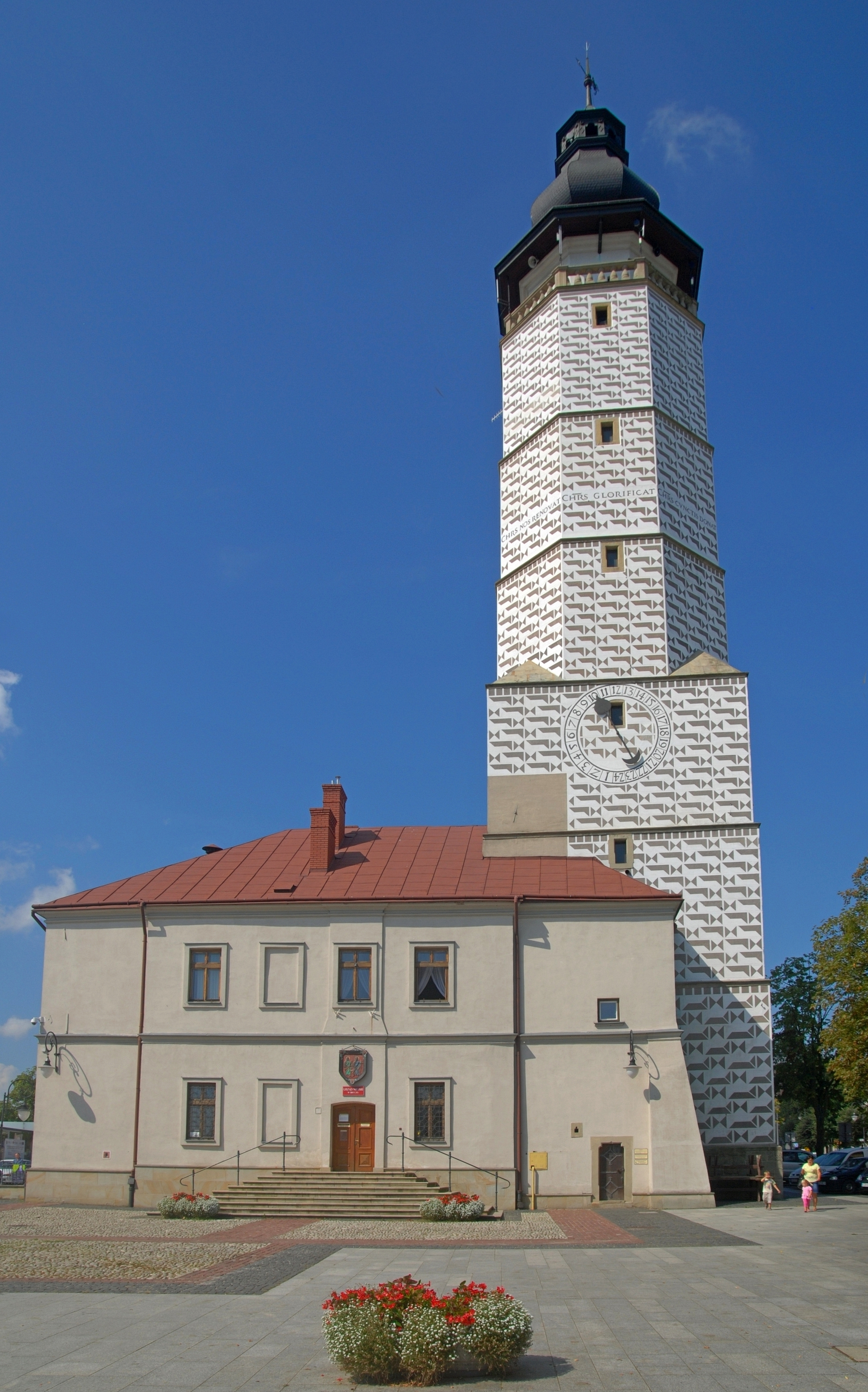
Elewacja wschodnia

## Wieża ratuszowa
Pierwotna wieża, gotycka, wzniesiona została zapewne wraz z całym ratuszem. W 1569 roku miasto nie mogło wybronić się z olbrzymich podatków i popadło w ruinę. 8 maja tego roku o 10. rano zawaliła się wieża ratuszowa, a w jej ruinach zginął młody trębacz.
Nowa wieża, w stylu późnogotyckim, została wzniesiona w latach 1569–1580, głównie z funduszy przekazanych Radzie Miejskiej przez Marcina Kromera. Masywna, zbudowana z cegły, wysokości 58 m, w trzech dolnych kondygnacjach jest kwadratowa, w trzech kolejnych – ośmioboczna. Zakończona galeryjką, nakryta jest baniastym, również ośmiobocznym, barokowym hełmem zwieńczonym latarnią. Pierwotny hełm spalił się w wielkim pożarze miasta 12 maja 1903 r. Po zrekonstruowaniu hełmu w 1953 roku wg projektu dr inż. arch. Stefana Świszczowskiego pokryto go gontami, a w 1998 r. hełm pokryto blachą miedzianą. W latach 1959–1963 dr Tadeusz Przypkowski zrekonstruował tarczę zegarową.
Wieża jest ozdobiona dekoracją sgraffitową imitującą boniowanie, w znacznej części odtworzoną w czasie jej konserwacji w latach 1965–1967. Na ścianie zachodniej widnieje wmurowany orzeł zygmuntowski z łacińską inskrypcją, pod nim herb Ligęzów – starostów i kasztelanów bieckich, a obok herb Marcina Kromera. Poniżej zainstalowano czarną tablicę dla uczczenia setnej rocznicy urodzin Adama Mickiewicza. Na ścianie wschodniej znajduje się tarcza zegara z XVI w. z 24-godzinnym podziałem. Obecnie jest ona rzadkością, ponieważ od XVII w. stosuje się tzw. półzegarze, z 12-godzinnym podziałem.
Wieża była symbolem potęgi miasta. W dawnych czasach trębacz odgrywał hejnał, sygnalizował otwieranie i zamykanie bram oraz wiele innych informacji. Od 2005 roku z wieży znowu rozlega się hejnał – słychać go codziennie w południe. W najniższej piwnicy wieży znajduje się loch zwany turmą, do którego wtrącano skazańców. Na jej ścianach do dziś zachowały się różne napisy i kalendarze wyryte przez skazańców. Wyżej znajdowała się cela, gdzie dziś można oglądać kopie średniowiecznych narzędzi tortur.